# Darkawa
La confraria sufí darqawiyya o dels darqawa és una tariqa o confraria religiosa del nord del Marroc, fundada al segle xviii pel xerif idríssida mawlay al-Arabí ad-Darqawí. Se suposa que prendria el nom d'un dels ancestres del fundador, conegut com a Abu-Darqa, «l'home de la bossa de cuiro». Ad-Darqawí fou deixeble d'un altre xerif idríssida, Alí ibn Abd-ar-Rahman al-Jàmal, seguidor de la doctrina mística d'aix-Xadhilí. Després de la mort del seu mestre, ad-Darkawí fundà una confraria inspirada en la doctrina xadhilita. La seu de la confraria fou inicialment a la zàuiya de Ba-Brih, al territori de la tribu dels Banu Zarwal, al uadi Wargha, però després de 1863 es traslladà a la zàuiya d'Amjot, on encara anualment, a finals de setembre, s'organitza un màwsim o festival.
La tariqa es va estendre pel nord del Marroc i l'oest d'Algèria, per on els seus deixebles fundaren moltes zàuiyes inspirades en el seu pensament. Entre els membres de la confraria destaquen dos sultans marroquins, mulay Abd-ar-Rahman (1822-1859) i mulay Yússuf (1912-1917). Cap al 1900, la tariqa comptava amb uns 34.000 adeptes al Marroc i 14.500 a Algèria.
Doctrinalment, la confraria era completament ortodoxa i insistia en la necessitat de l'ésser humà de dedicar-se a la contemplació de la divinitat i a la unió mística amb Déu. Per aconseguir-ho, el dervix recomanava pregàries amb tanta freqüència com fos possible, especialment durant les sessions de pregària (dhikr) que tenien lloc a les seus de la confraria. En aquestes sessions s'intentava aconseguir l'èxtasi mística mitjançant la recitació de fórmules pietoses, poemes místics, cants i dansa.
Tot i el caràcter eminentment religiós, en algun moment de la seva història ha jugat cert paper polític, com per exemple a principis del segle xix. Un cap de la confraria anomenat Ibn aix-Xarif va promoure una revolta contra els turcs a la província d'Oran, que va tenir lloc del 1803 al 1809. Si hagués comptat amb el suport del sultà mulay Sulayman (1792-1822), el conflicte podria haver acabat amb l'annexió d'aquesta província al Marroc. Després de la mort d'aquest sultà, moltes membres de la confraria van prendre part activa en la vida política del Marroc, en un moment de gran agitació política. A Algèria, durant els primers anys de la conquesta francesa, alguns sectors de la tariqa es van oposar a l'emir Abd el-Kader pel fet d'haver pactat amb els francesos després dels tractats de Desmichels (1834) i de Tafna (1837).